# Сельбу
Сельбу (норв. Selbu) — коммуна в губернии Сёр-Трёнделаг в Норвегии. Административный центр коммуны — город Мебонн. Официальный язык коммуны — нейтральный. Население коммуны на 2007 год составляло 4006 чел. Площадь коммуны Сельбу — 1234,83 км², код-идентификатор — 1664.

## История населения коммуны
Население коммуны за последние 60 лет.

Статистика коммуны Сельбу